# Akermes scrobiculatus
Akermes scrobiculatus är en insektsart som först beskrevs av William Miles Maskell 1893.  Akermes scrobiculatus ingår i släktet Akermes och familjen skålsköldlöss. Inga underarter finns listade i Catalogue of Life.